# Xã Homestead, Michigan
Xã Homestead (tiếng Anh: Homestead Township) là một xã thuộc quận Benzie, tiểu bang Michigan, Hoa Kỳ. Năm 2010, dân số của xã này là 2.357 người.